# Kingstone (Staffordshire)
Kingstone – wieś i civil parish w Anglii, w Staffordshire, w dystrykcie East Staffordshire. W 2011 civil parish liczyła 629 mieszkańców. W obszar civil parish wchodzą także Lower Loxley, Leese Hill i The Blythe.